# 新费奥多罗夫卡 (萨基区)

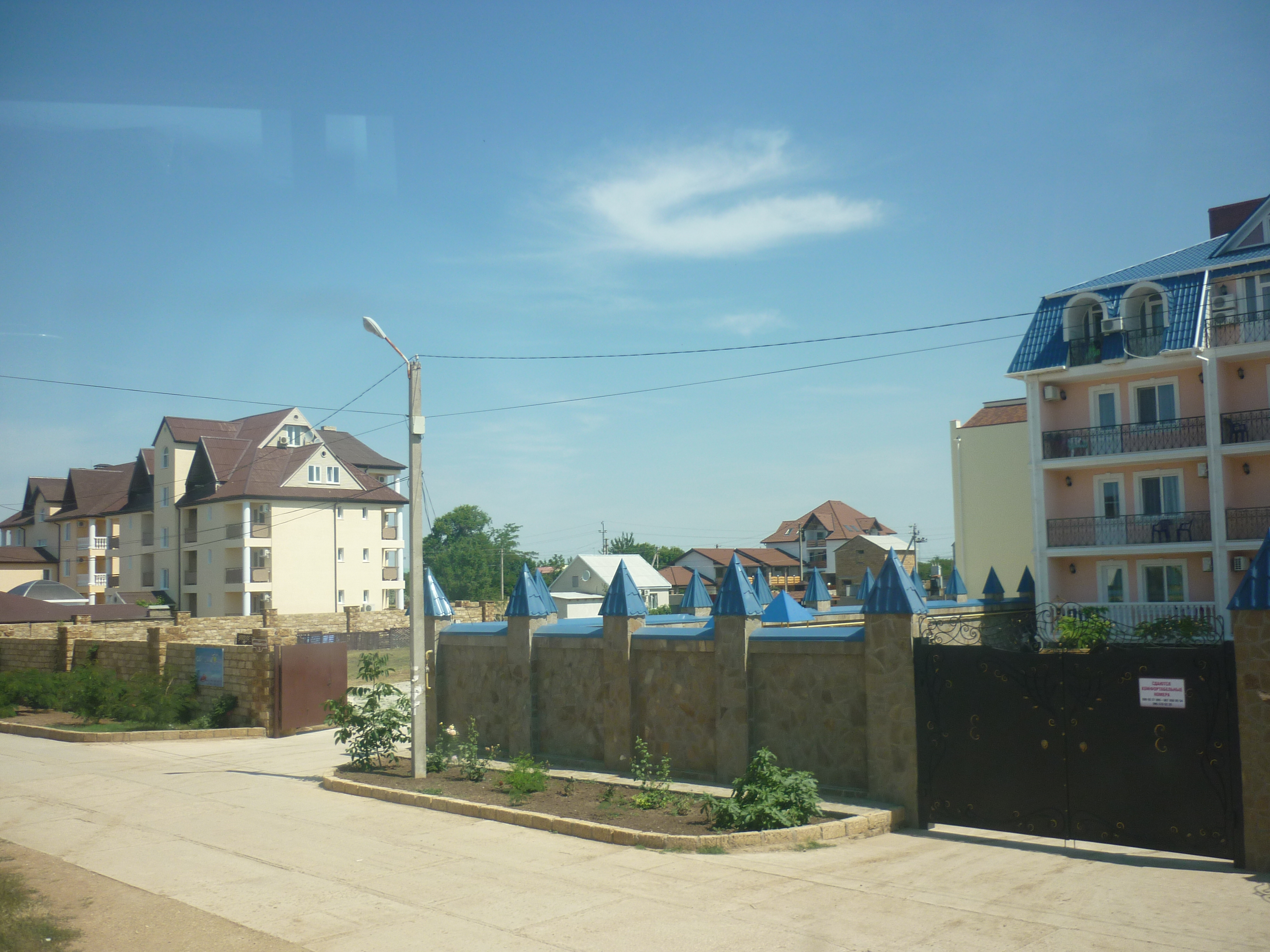

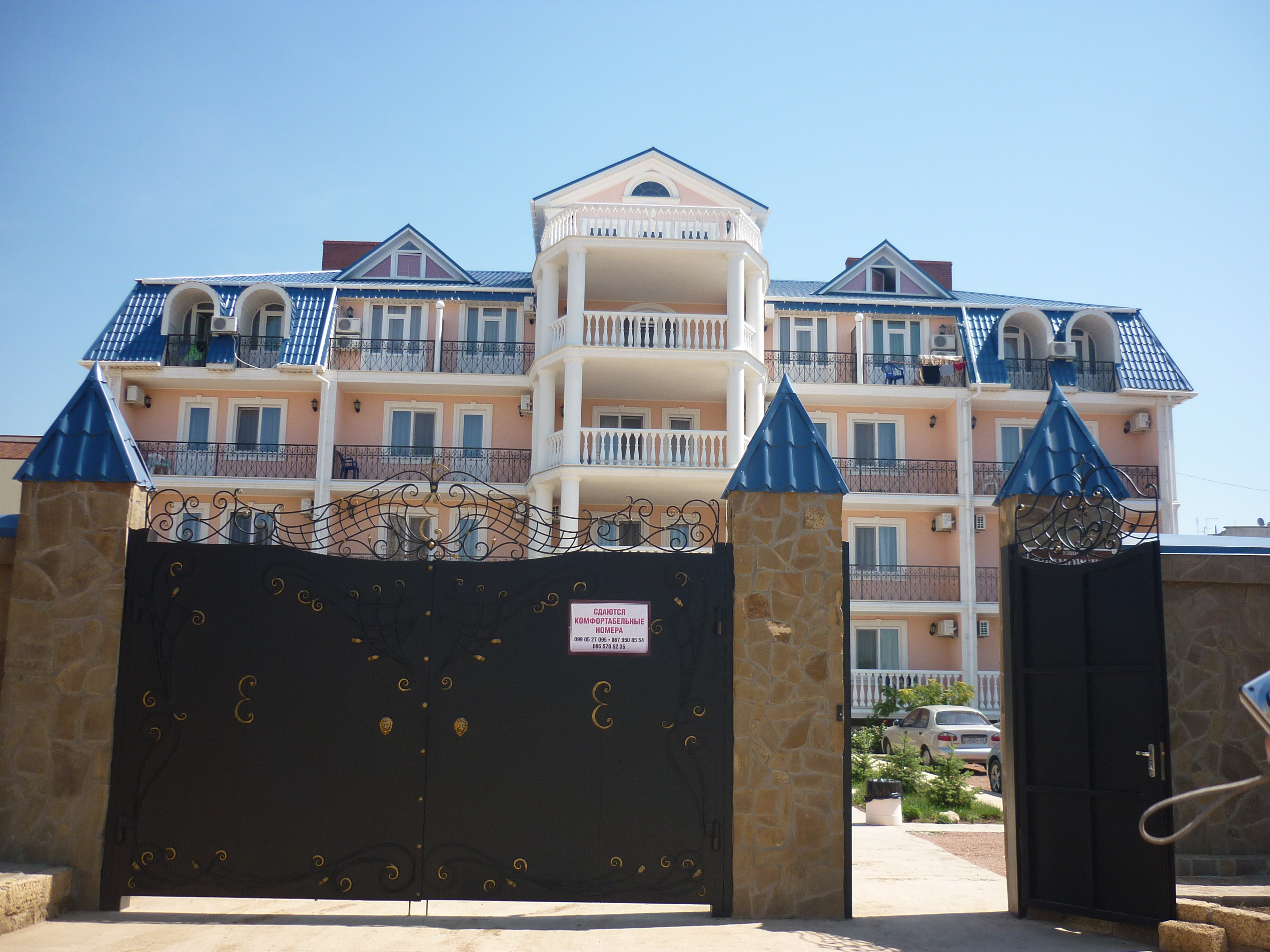

新费奥多罗夫卡，又按乌克兰语名译为新費多里夫卡（羅馬化：Novofedorivka），法理上是乌克兰克里米亚自治共和国叶夫帕托里亚区的鎮，但事实上是俄罗斯克里米亞共和國薩基區的市级镇。位於克里米亞半島西部，處於薩基以南3公里和塞瓦斯托波爾以北70公里，面積3.2平方公里，2011年人口6,493，人口密度每平方公里2,029.06人。
苏联时代的航母起降陆地训练设施“尼特卡”（НИТКА）设在此地的新费多里夫卡机场。

## 2022年乌俄战争
2022年8月9日，位于该镇附近的空军基地遭到乌克兰远程武器攻击。这个基地在2014年俄国吞并克里米亚时被占领。这次打击是2022年乌俄战争中乌军首次公开打击位于俄占克里米亚半岛的目标。
俄国防部称“数枚航空弹药在基地被引爆”，没有装备受损。但社交媒体流传的影片中有多个爆炸蘑菇云同时出现，且至少有一架Su-24战机被炸毁。
爆炸发生后附近发生了严重的交通堵塞，游客和当地居民试图离开危险区域。